# こどもの国駅 (神奈川県)
こどもの国駅（こどものくにえき）は、神奈川県横浜市青葉区奈良町にある、東急電鉄こどもの国線の駅であり、同線の終着駅である。駅番号はKD03。
こどもの国線は横浜高速鉄道が第三種鉄道事業者となっており、当駅施設も同社が保有している。
駅名通り、児童厚生施設「こどもの国」南西側に位置している。

## 歴史
- 1942年（昭和17年）：鉄道省横浜線長津田駅からの弾薬庫線建設。
- 1967年（昭和42年）4月28日：こどもの国線開通に伴い、駅開設[1]。当時の施設保有は社会福祉法人こどもの国協会。
- 1997年（平成9年）8月1日：こどもの国線第3種鉄道事業免許がこどもの国協会から横浜高速鉄道に譲渡されたため、同社所有となる。
- 1998年（平成10年）12月8日：仮駅舎に移転[2]。
- 2000年（平成12年）3月29日：こどもの国線が通勤線化、現駅舎・駅前バスロータリー完成。これに伴い、駅は終日無人駅化、駅前への路線バス乗入開始。
- 2014年（平成26年）
  - 2月15日：午前7時頃、1番線旅客上屋が大雪に伴う積雪の重みに耐え切れず、約40mに渡って崩落[3]。この影響で終日運休したが、翌朝までに屋根を撤去し、運行再開。
  - 6月中旬：仮設屋根新設（但し、車両停止位置より手前まで）。
  - 9月16日：ホーム屋根復旧工事開始。
- 2015年（平成27年）
  - 2月27日：ホーム屋根復旧工事完了[4]。
  - 3月31日：駅舎横（「こどもの国」駐車場側）にトイレ新設。

## 駅構造
行止まり単式ホーム1面1線を有する地上駅。方面標識や番線表示はないが、電車接近時には「まもなく1番線に電車がまいります」との放送が流れる。
ホーム有効長は、開設当初より5両編成列車発着が可能なように建設されている。これは当時の皇太子（上皇明仁）夫妻が「こどもの国」に来園した際に特別列車発着と、多客時臨時列車運行に対応出来るようにしたためである。
無人駅。通常は長津田駅より遠隔監視を行っており、用事がある乗客には同駅駅員がインターホンで対応する。また、FAXも備えている。通常は自動改札機が3通路分あるが、行楽時期となると自動改札機左側にある臨時改札を使用し、「こどもの国」開園時間中のみ有人駅扱いとなる。なお、臨時改札にICカード改札機は設置されていない。
ICカード対応自動改札機、自動精算機や自動券売機を設置しているため、駅員無配置でもある程度のことが可能なように整備されている。例えば乗車券を誤って購入した場合、その乗車券をもう一度自動券売機に挿入すると長津田駅からの遠隔操作で払戻しが出来るなどの簡単な対応が出来るようになっている。また、自動精算機は乗車券を購入しなかった乗客の運賃支払いにも対応している。
駅舎は横浜高速鉄道所有で、こどもの国線が横浜高速鉄道へ譲渡された際、無人駅化対応を行った後に改築されたものである。開業当初は、「こどもの国」園内にある皇太子記念館と同様の形状の屋根を有する駅舎で有人駅であり、長津田駅より駅係員が常時1名（多客期は増員）が派遣されていた。この他開業時から現駅舎が竣工するまでは自動券売機や自動改札機が設置されておらず、東急の駅で最後まで出札窓口が設置され乗車券発売や改札業務は有人で行っていた。なお、当駅で購入可能であった乗車券は東急線内のみに限られていた。1989年（平成元年）のワンマン運転開始以降は列車が到着している時のみの販売で、「こどもの国」休園日は終日無人駅であった。

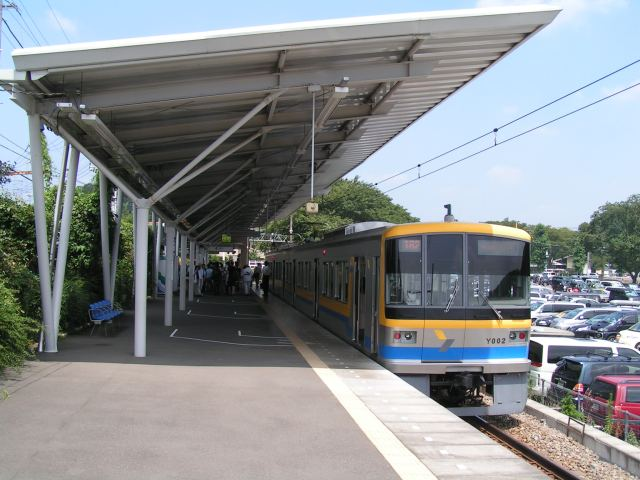
ホーム（2005年8月15日）

### のりば
| 番線 | 路線         | 行先       |
| ---- | ------------ | ---------- |
| 1    | こどもの国線 | 長津田方面 |

### 線路
こどもの国線が弾薬庫線であった時代は当駅から先も線路が続いていた。駅前から延びている桜並木がその線路跡である。当時は、そのまま奈良川を渡り、こどもの国中央広場周辺に貨物ホームが設けられていた。
なお、弾薬庫線時代には、上記の他にも現在の当駅 - 恩田駅間に設けられた分岐点から奈良橋バス停留所付近を斜めに横断して奈良川を渡り、こどもの国牧場口駐車場へ至る線路があった。しかし、こちらも現存せず、一部廃線跡が残るのみとなっている。

## 利用状況
2024年度（令和5年度）の1日平均乗降人員は10,174人である。
近年の1日平均乗降・乗車人員の推移は以下の通り。
| 年度               | 1日平均 乗降人員 | 1日平均 乗車人員 | 出典                |
| ------------------ | ---------------- | ---------------- | ------------------- |
| 1992年（平成04年） |                  | 726              |                     |
| 1993年（平成05年） |                  | 632              |                     |
| 1994年（平成06年） |                  | 557              |                     |
| 1995年（平成07年） |                  | 569              | [ 神奈川県統計 1 ]  |
| 1996年（平成08年） |                  | 612              |                     |
| 1997年（平成09年） |                  | 590              |                     |
| 1998年（平成10年） |                  | 569              | [ 神奈川県統計 2 ]  |
| 1999年（平成11年） |                  | 655              | [ 神奈川県統計 3 ]  |
| 2000年（平成12年） |                  | 3,510            | [ 神奈川県統計 3 ]  |
| 2001年（平成13年） |                  | 4,430            | [ 神奈川県統計 4 ]  |
| 2002年（平成14年） | 8,726            | 4,675            | [ 神奈川県統計 5 ]  |
| 2003年（平成15年） |                  | 4,909            | [ 神奈川県統計 6 ]  |
| 2004年（平成16年） | 9,335            | 4,908            | [ 神奈川県統計 7 ]  |
| 2005年（平成17年） | 9,434            | 4,880            | [ 神奈川県統計 8 ]  |
| 2006年（平成18年） | 9,785            | 5,053            | [ 神奈川県統計 9 ]  |
| 2007年（平成19年） | 10,053           | 5,139            | [ 神奈川県統計 10 ] |
| 2008年（平成20年） | 10,293           | 5,288            | [ 神奈川県統計 11 ] |
| 2009年（平成21年） | 10,178           | 5,167            | [ 神奈川県統計 12 ] |
| 2010年（平成22年） | 10,538           | 5,333            | [ 神奈川県統計 13 ] |
| 2011年（平成23年） | 10,680           | 5,434            | [ 神奈川県統計 14 ] |
| 2012年（平成24年） | 11,804           | 5,994            | [ 神奈川県統計 15 ] |
| 2013年（平成25年） | 12,221           | 6,200            | [ 神奈川県統計 16 ] |
| 2014年（平成26年） | 11,898           | 6,021            | [ 神奈川県統計 17 ] |
| 2015年（平成27年） | 11,808           | 5,962            | [ 神奈川県統計 18 ] |
| 2016年（平成28年） | 11,779           | 5,947            | [ 神奈川県統計 19 ] |
| 2017年（平成29年） | 11,841           | 5,973            | [ 神奈川県統計 20 ] |
| 2018年（平成30年） | 11,750           | 5,928            | [ 神奈川県統計 21 ] |
| 2019年（令和元年） | 11,458           | 5,777            |                     |
| 2020年（令和02年） | 7,803            |                  |                     |
| 2021年（令和03年） | 8,894            |                  |                     |
| 2022年（令和04年） | 9,487            |                  |                     |
| 2023年（令和05年） | 9,710            |                  |                     |
| 2024年（令和06年） | 10,174           |                  |                     |

## 駅周辺
- こどもの国
  - こどもの国正門駐車場
- 寺家ふるさと村
- 東京都道・神奈川県道139号真光寺長津田線（こどもの国通り）
- W.A.Oこどものくにショッピングセンター
  - スーパー三和子供の国店
  - コーナン三和こどもの国店
- 横浜青葉温泉 喜楽里別邸
- 青葉警察署こどもの国駅前交番
- 青葉消防署奈良消防出張所
- 奈良山公園
- TBS緑山スタジオ・シティ
- 横浜奈良郵便局
- 町田成瀬台郵便局
- 日本体育大学横浜健志台キャンパス
- 横浜美術大学
- 横浜市立奈良小学校
- 横浜市立奈良の丘小学校
- 横浜市立奈良中学校
- 介護老人福祉施設創生園青葉

### バス路線
- こどもの国駅（駅前バスロータリー）
  - 神奈川中央交通
    - 成03 成瀬駅行（奈良二丁目経由）
    - 成04 成瀬駅行（成瀬台経由）

  - 東急バス：バス停は神奈川中央交通と共用。
    - 緑山62 緑山循環・日体大行
- こどもの国入口（横浜市営） / こどもの国（東急・小田急）（こどもの国正門前）
  - 横浜市営バス：奈良北団地・緑山方面へのバス停は正門駐車場側にある。
    - 177 奈良北団地折返場行 / 十日市場駅前行

  - 東急バス：バス停は横浜市営バスと共用。
    - 市43 奈良北団地折返場行 / 市が尾駅行
    - 青118 奈良北団地折返場行 / 青葉台駅行
    - 緑山61 緑山循環・日体大行

  - 小田急バス：鶴07系統などは当バス停で折返し進行方向を変えるため、上下共に正門隣の（または介護老人施設・創生園青葉）傍の折返場にバス停がある。
    - 鶴06 鶴川駅行 / 三菱ケミカル前行
    - 鶴07 鶴川駅行 / 奈良北団地行
    - 柿21 柿生駅南口行

## 隣の駅
東急電鉄
 こどもの国線
恩田駅 (KD02) - こどもの国駅 (KD03)